# Бакирова, Миниса Минивалеевна
 Бакирова, Миниса Минивалеевна (род. 27 декабря 1947 года) — актриса Стерлитамакского театра драмы. Народная артистка Республики Башкортостан (1995).

## Биография
Бакирова Миниса Минивалеевна родилась 27 декабря 1947 года в селе Тимербаево Куюргазинского района БАССР.
В 1970 году окончила Уфимское училище искусств (курс Г. Г. Гилязева).
После окончания училища работала в Салаватском драматическом театре, с 1991 года — в Стерлитамакском театре драмы.
В 1992—2007 годах преподавала в Башкирском республиканском техникуме культуры в г. Стерлитамаке.
Член Союза театральных деятелей (1976).

## Роли в спектаклях
Сагит («Ҡара йөҙҙәр» — «Черноликие» Г.Амири и В. Г. Галимова по одноим. повести М.Гафури), Эсси («Иблес шәкерте» — «Ученик дьявола» Б.Шоу, Смерть («Ҡанлы туй» — «Кровавая свадьба» Ф.Гарсия Лорки), Таукай («Онотолған доға» — «Забытая молитва» Ф. М. Булякова), Гульсибар («Күктән төшкән бәхет» — «Счастье, упавшее с неба»; дебют, 1970), Хатиры («Ҡыҙлы йорт» — «Дом с невестой»; обе — Н.Асанбаева), Магинур («Бәхтигәрәй» — «Бахтигарей» А. М. Мирзагитова) и др. Репертуар актрисы включает и комедийные роли: Фатима («Хужа Насретдиндең биш ҡатыны» — «Пять жён Ходжи Насретдина» Х. Н. Хамзы), Расима («Буш сәңгелдәк» — «Пустая колыбель» И. Х. Юмагулова).

## Награды и звания
- Народная артистка Республики Башкортостан (1995 г.),
- Заслуженная артистка Башкирской АССР (1982 г.)
  - Диплом лауреата Республиканского фестиваля «Театральная весна» за роль Таукай в притче-легенде Флорида Булякова «Забытая молитва» (1994)  и за роль  Минсылу в грустной комедии «А Торатау и ныне там…» (2005).
    - Звание лауреата в номинации «Лучшая главная женская роль» в Республиканском фестивале «Театральная весна» за исполнение главной роли Салимы в спектакле Ф. Булякова «Любишь, не любишь…» (2009).
- Почётная грамота Президента Российской Федерации (2017 г.) — за большие заслуги в развитии отечественной культуры и искусства, многолетнюю плодотворную деятельность[1]